# New York Cosmos 1981-1982
Questa voce raccoglie le informazioni riguardanti i New York Cosmos nelle competizioni ufficiali della stagione indoor 1981-1982.

## Maglie e sponsor
Vengono confermate le divise prodotte dalla Ellesse.
| Manica sinistra · Maglietta · Maglietta · Manica destra · Pantaloncini · Calzettoni | Manica sinistra · Maglietta · Maglietta · Manica destra · Pantaloncini · Calzettoni |  |

## Organigramma societario
Area direttiva
- Presidente:

Area tecnica
- Allenatore: Julio Mazzei
- Allenatore in seconda:
- Allenatore portieri: Miguel De Lima[2]

## Rosa
| N. |                           | Ruolo | Calciatore           |
| -- | ------------------------- | ----- | -------------------- |
| 1  | Germania Ovest (bandiera) | P     | Hubert Birkenmeier   |
| 2  | Iran (bandiera)           | D     | Andranik Eskandarian |
| 3  | Canada (bandiera)         | D     | Robert Iarusci       |
| 4  | Stati Uniti (bandiera)    | D     | Jeff Durgan          |
| 5  | Brasile (bandiera)        | D     | Carlos Alberto       |
| 6  | Stati Uniti (bandiera)    | C     | Rick Davis           |
| 9  | Italia (bandiera)         | A     | Giorgio Chinaglia    |
| 12 | Stati Uniti (bandiera)    | A     | Steve Moyers         |
| 14 | Sudafrica (bandiera)      | A     | Steve Wegerle        |
| 16 | Stati Uniti (bandiera)    | C     | Angelo DiBernardo    |
| 17 | Turchia (bandiera)        | -     | Engin Çinar          |

| N. |                        | Ruolo | Calciatore              |
| -- | ---------------------- | ----- | ----------------------- |
| 18 | Jugoslavia (bandiera)  | C     | Boris Bandov            |
| 21 | Stati Uniti (bandiera) | P     | David Brcic             |
| 23 | Canada (bandiera)      | A     | David Norris            |
| 24 | Stati Uniti (bandiera) | D     | Darryl Gee              |
| 25 | Stati Uniti (bandiera) | D     | Dominick Barczewski     |
| 26 | Stati Uniti (bandiera) | D     | Erhardt Kapp            |
| 27 | Canada (bandiera)      | P     | Dino Alberti            |
| 28 | Stati Uniti (bandiera) | A     | Hernán Borja            |
| 29 | Italia (bandiera)      | D     | Ferdinando De Matthaeis |
| 30 | Brasile (bandiera)     | D     | Nelsi Morais            |

## Statistiche

### Statistiche di squadra
| Competizione | Punti | Totale | Totale | Totale | Totale | Totale | ‰   |
| Competizione | Punti | G      | V      | P      | Gf     | Gs     | ‰   |
| ------------ | ----- | ------ | ------ | ------ | ------ | ------ | --- |
| NASL indoor  | 64    | 18     | 6      | 12     | 102    | 123    | 333 |

### Statistiche dei giocatori
| Giocatore      | Campionato | Campionato | Campionato | Campionato |
| Giocatore      | Pres       | Gol        | Am         | Esp        |
| -------------- | ---------- | ---------- | ---------- | ---------- |
| Bandov         | 16         | 8          | -          | -          |
| Barczewski     | 5          | -          | -          | -          |
| Birkenmeyer    | 8          | 1          | -          | -          |
| Borja          | 13         | 7          | -          | -          |
| Brcic          | 14         | -          | -          | -          |
| Carlos Alberto | 15         | 1          | -          | -          |
| Chinaglia      | 17         | 35         | -          | -          |
| Çinar          | 4          | 1          | -          | -          |
| Davis          | 17         | 3          | -          | -          |
| De Matteis     | 16         | 6          | -          | -          |
| Durgan         | 13         | 3          | -          | -          |
| Eskandarian    | 16         | 1          | -          | -          |
| Gee            | 7          | 1          | -          | -          |
| Iarusci        | 16         | 2          | -          | -          |
| Kapp           | 17         | 2          | -          | -          |
| Morais         | 7          | 3          | -          | -          |
| Moyers         | 16         | 20         | -          | -          |
| Norris         | 1          | -          | -          | -          |
| Wegerle        | 18         | 7          | -          | -          |